# Foiba

En så kallad foiba.

Foiba är en sorts stor, djup grop i terrängen, som är typisk för nordöstra Italien, västra Slovenien samt Istriens inland.
Efter andra världskriget användes foiber av Titos militär för att begrava italiensktalande personer i Istrien (många av dem levande), liksom politiska motståndare till kommunismen. Detta kallas infoibamento.